# حق‌محمد (ایغدیر)
حق‌محمد (به ترکی استانبولی: Hakmehmet، به ارمنی: Աղմամեդ) یک منطقهٔ مسکونی در ترکیه است که در ایغدیر واقع شده‌است. حق‌محمد ۴۱۵ نفر جمعیت دارد و ۸۷۷ متر بالاتر از سطح دریا واقع شده‌است.